# Insigne d'honneur du Front national

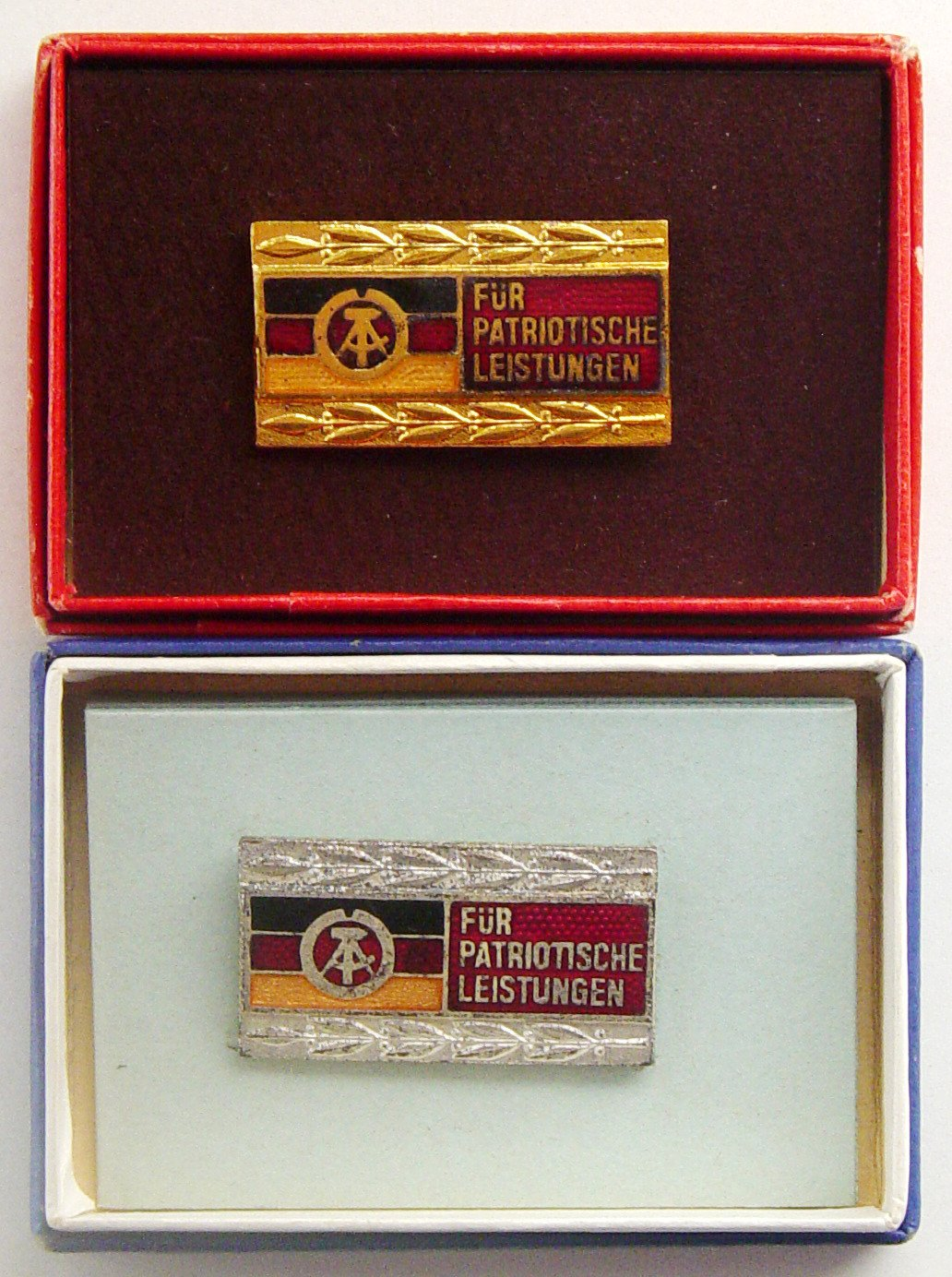
Insignes d'honneur du Front national en bronze (en haut) et en argent (en bas). Forme de 1973-1990.

L'insigne d’honneur du Front national (en allemand « Ehrennadel der Nationalen Front ») était une distinction du Front national de la République démocratique allemande (RDA), créée en 1955. Ne disposant à l'origine que d'un grade (bronze), il est à partir de 1973 doté d'un second (argent).

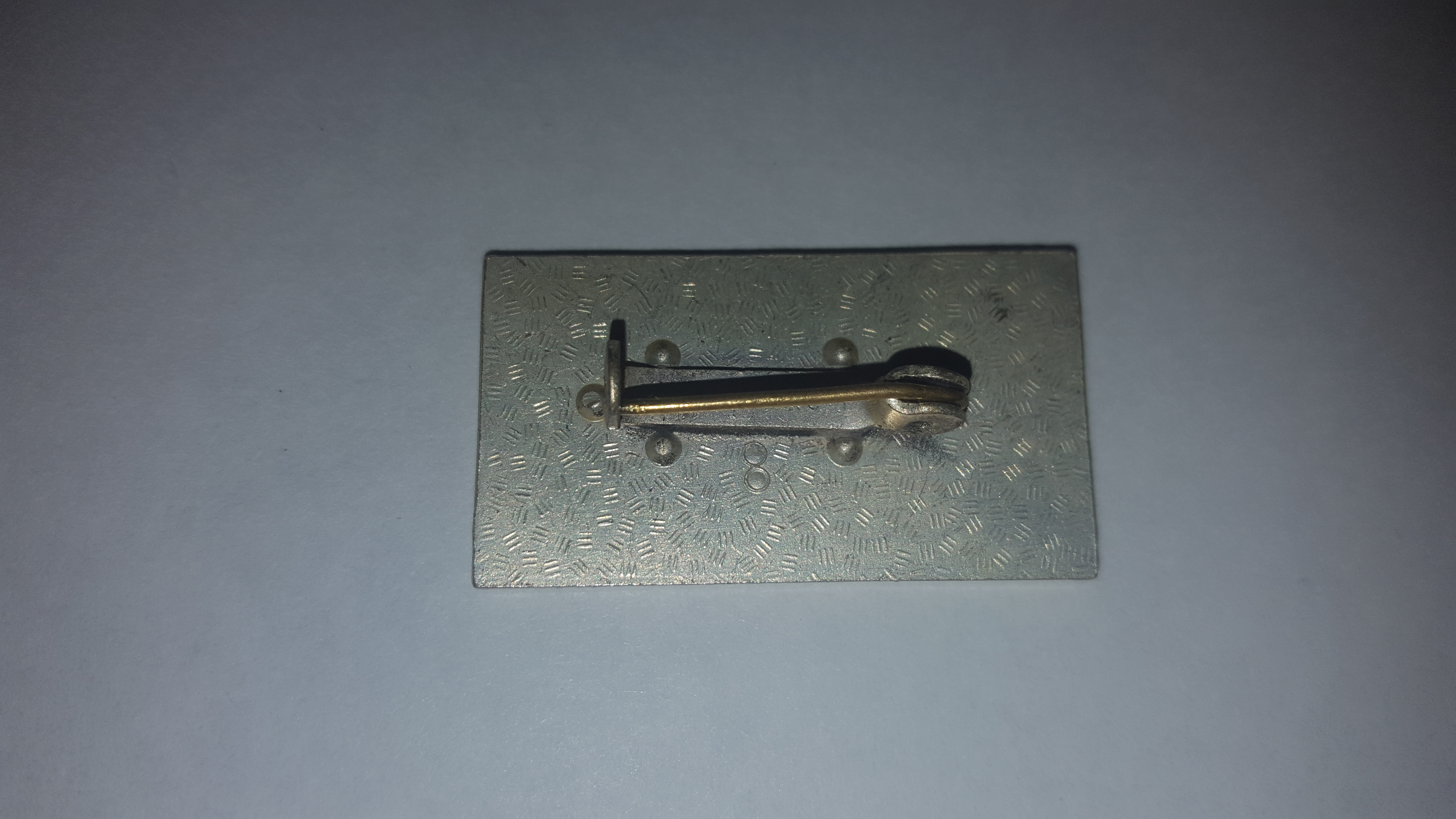
Insigne d'honneur du Front national en argent vu du revers. Forme de 1973-1990.

## Histoire

### 1955-1973
L'insigne est de forme rectangulaire. Sur le côté gauche figure le drapeau de la RDA, dont les armoiries sont entourées par une branche de laurier. À droite, on trouve l’inscription suivante :

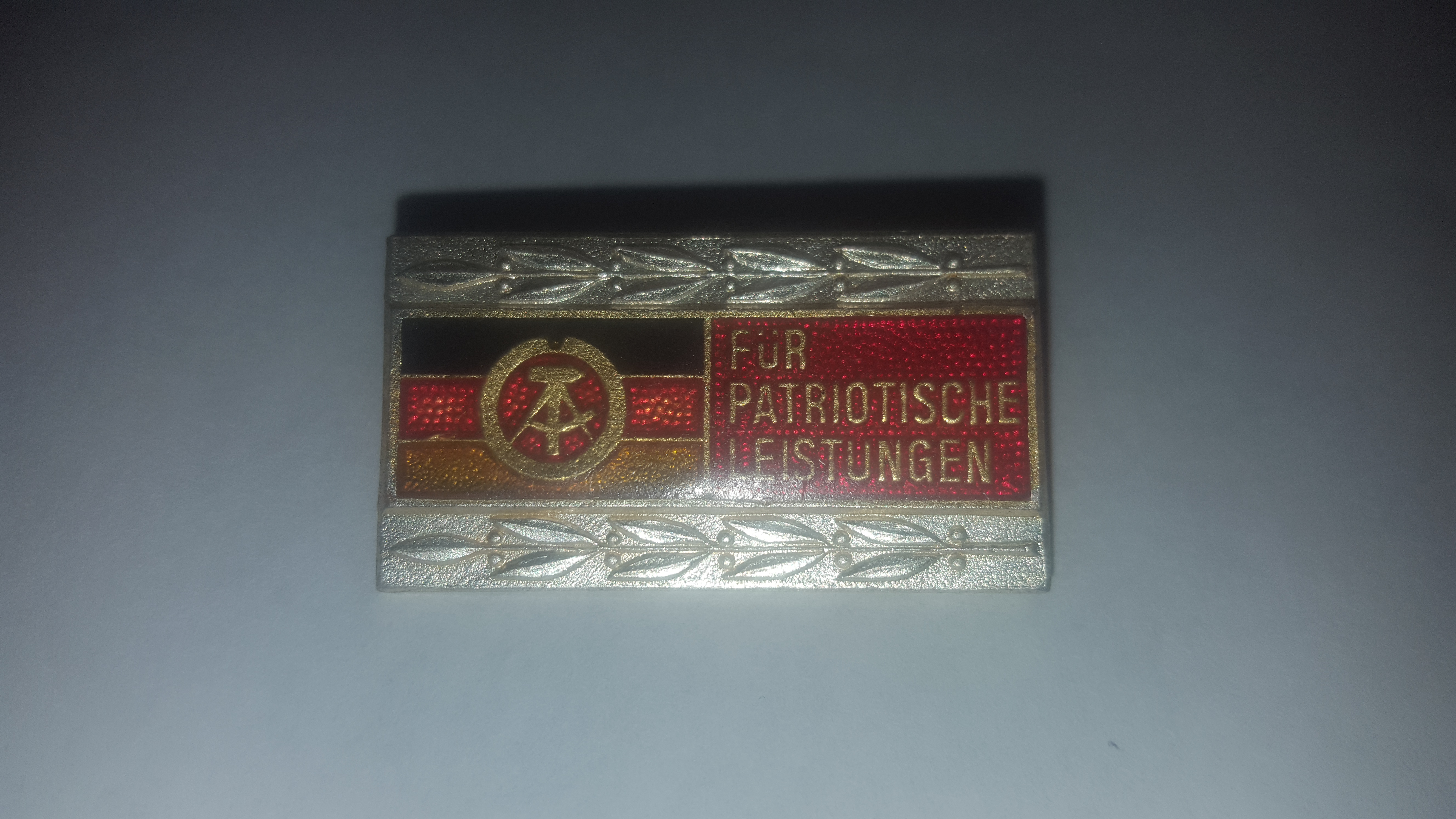
Insigne d'honneur du Front national en argent. Forme de 1973-1990.

« FÜR
PATRIOTISCHE
LEISTUNGEN »

(POUR SERVICES PATRIOTIQUES)

### 1973-1990
En 1973, l'insigne est modifié. Sur sa gauche, figure le drapeau de la RDA dans sa forme standard. Sur les parties supérieure et inférieure figurent des branches de laurier. Sur le côté droit on retrouve la même inscription, inchangée.
Contrairement à la première version de la décoration, celle-ci est plus étirée en hauteur mais plus courte en largeur.